# Metallichroma excellens
Metallichroma excellens là một loài bọ cánh cứng trong họ Cerambycidae.